# TBN 차차차 (광주주말)
김정아의 주말 TBN 차차차는 TBN 광주교통방송(광주, 목포, 해남, 진도 FM 97.3MHz, 여수, 순천, 광양 FM 103.5MHz)에서 주말 낮 12시부터 1시 55분까지 방송되었던 광주, 전남지역의 라디오 음악 프로그램이다. 2022년 10월 23일 자로 25년만에 폐지되었다.

## 매일 코너
- 맛있는 점심, 맛깔난 트롯 : 오늘의 점심 메뉴를 제안하면서 맛깔난 트롯도 들려드리는 시간

## 요일 코너
- (토요일) 숫자를 눌러줘 콜~콜~콜 : 청취자 문자 가운데 무작위로 전화연결을 해서 이야기 나누고 선물 드리는 시간
- (토요일) 신청곡 A.S : 평일에 정오남매가 틀지 않은 노래들, 왕언니가 모아~ 모아서 틀어 드리는 시간시간
- (일요일) 밀어주겠어 : 트로트 가수들과의 전화연결을 통해 따끈한 신곡을 가수가 직접 소개하고 들어보는 시간
- (일요일) 트롯 대결! 신바람 새바람 : 명곡들 중 후배 가수들의 재해석을 통해 다시 한 번 주목받는 노래를 비교해서 즐겨보는 시간